# Gustaf Hackzell
Fredrik Gustaf Hackzell, född 16 juli 1889 i S:t Michel, död 7 november 1972 i Helsingfors, var en finländsk industriman. 
Hackzell blev diplomingenjör 1913, direktör för statens nygrundade krutfabrik i Vihtavuori 1923 och verkställande direktör för statsägda Rikkihappo Oy (nuvarande Kemira) 1935. Sistnämnda företag utvecklades under hans ledning till ett storföretag. Han tilldelades bergsråds titel 1944.